# Haverhill (New Hampshire)
Haverhill ist der Name einer Town im Grafton County des US-Bundesstaates New Hampshire in Neuengland und Verwaltungssitz von Grafton County mit 4585 Einwohnern (Stand 2020).

## Geographie
Haverhill hat eine Fläche von 135,0 km², davon sind 132,1 km² Land und 2,9 km² (2,15 %) Wasser. Der Ort wird im Westen vom Connecticut River begrenzt und durch den Ammonoosuc River und die Bäche Oiverian und Clark entwässert, die im Einzugsgebiet des Connecticut liegen.

### Gemeindegliederung
Zur Stadt Haverhill gehören die Ortslagen Haverhill, Woodsville, Pike, North Haverhill und der teilweise eigenständige Bezirk Mountain Lakes.

## Geschichte
Der Ort wurde durch Bürger des gleichnamigen Ortes in Massachusetts besiedelt und hieß zunächst Lower Coos. 1763 wurde die Siedlung zu einer town. 1773 wurde Haverhill Verwaltungssitz von Grafton County.

## Persönlichkeiten

### Söhne und Töchter der Stadt
- John Page (1787–1865), Politiker, Gouverneur von New Hampshire
- John A. Page (1814–1891), Politiker und Vermont State Treasurer
- Noah Davis (1818–1902), Politiker
- Jonathan H. Rowell (1833–1908), Politiker

### In Haverhill verstorben
- Henry W. Keyes (1863–1938), Politiker, Gouverneur von New Hampshire